# Cassytha filiformis
Cassytha filiformis é uma espécie botânica com uma distribuição pantropical. No Brasil, no estado de São Paulo tem sido encontrada na floresta estacional semidecidual, nas matas ciliares, no cerrado e na restinga. O hábito parasita e o aspecto geral lembram uma planta pertencente ao gênero Cuscuta, família Convolvulaceae, também conhecida por "cipó-chumbo".